# سالي بنسون
سالي بنسون (بالإنجليزية: Sally Benson)‏ هي كاتبة سيناريو أمريكية، ولدت في 3 سبتمبر 1897 في سانت لويس في الولايات المتحدة، وتوفيت في 19 يوليو 1972 في وودلاند هيلز، كاليفورنيا في الولايات المتحدة.

## وصلات خارجية
- سالي بنسون على موقع IMDb (الإنجليزية)
- سالي بنسون على موقع ألو سيني (الفرنسية)
- سالي بنسون على موقع ميوزك برينز (الإنجليزية)
- سالي بنسون على موقع أول موفي (الإنجليزية)
- سالي بنسون على موقع قاعدة بيانات برودواي على الإنترنت (الإنجليزية)
- سالي بنسون على موقع قاعدة بيانات الأفلام السويدية (السويدية)
- سالي بنسون على موقع قاعدة بيانات الفيلم (الإنجليزية)
- سالي بنسون على موقع كينوبويسك (الروسية)